# Адам Афцеліус
А́дам Афце́ліус, або Авцеліус (швед. Adam Afzelius, 7 жовтня 1750, Ларі, Вестра-Йоталанд (лен), Швеція — 30 січня 1837, Упсала, Швеція) — шведський ботанік, учень Ліннея.
Брат Йохана Афцеліуса та Пера Афцеліуса.

## Життєпис
У 1777 викладав східні мови в Упсальському університеті.
У 1792 відправився з природно-науковою метою на західне узбережжя Африки, зокрема, в англійську колонію Сьєрра-Леоне, де внаслідок нападу і грабежу, здійсненого французами, він втратив всі свої колекції.
У 1797—1798 був секретарем шведського посольства в Лондоні.
Після повернення, у 1799 став академічним викладачем ботаніки в Упсальському університеті і отримав у 1812 звання професора materia medica.
У 1802 обраний президентом «Зоофітолітичного товариства» (пізніше названого Ліннеєвським інститутом).
Як ботанічний письменник, Афцеліус відомий багатьма своїми творами, зокрема, виданою у 1823 році біографією Ліннея.

## Пам'ять
Його іменем названо роди рослин:
- Afzelia Sm.
- Afzeliella Gilg

та багато видів.
Етнографічні та ботанічні колекції Афцеліуса були придбані Упсальським університетом.

## Рослини, описані Афцеліусом

### Роди
- Anthocleista Afzel. ex R.Br.
- Cyclocarpa Afzel. ex Baker
- Erythrophleum Afzel. ex R.Br.
- Rivinoides Afzel. ex Prain
- Sarcocephalus Afzel. ex R.Br.
- Virecta Afzel. ex Sm.

### Види
- Amomum latifolium Afzel.
- Amomum palustre Afzel.
- Bilabrella ichneumonea (Afzel. ex Sw.) Szlach. & Kras Lap.
- Bolbitis acrostichoides (Afzel.) Ching in C.Chr.
- Commelina rhizocarpa Afzel. ex C.B.Clarke
- Ctenitis protensa (Afzel.) Copel.
- Dryopteris protensa (Afzel.) C.Chr.
- Echites lobatus Afzel. ex A.DC.
- Echites loratus Afzel. ex Steud.
- Echites parviflorus Afzel. ex Steud.
- Eriocaulon pumilum Afzel. ex Körn.
- Gardenia assimilis Afzel. ex Hiern
- Gardenia crinita Afzel.
- Hippocratea velutina Afzel. ex Spreng.
- Jasminum noctiflorum Afzel.
- Justicia tunicata Afzel.
- Limodorum bidens Afzel. ex Sw.
- Mimosa incurvata Afzel.
- Orchis ichneumonea Afzel. ex Sw.
- Orchis membranacea Afzel. ex. Sw.
- Panicum praealtum Afzel. ex Sw.
- Panicum strictissimum Afzel. ex Sw.
- Pavetta mollis Afzel. ex Hiern
- Pavetta parviflora Afzel.
- Periploca nigrescens Afzel.
- Psydrax parviflora (Afzel.) Bridson
- Rauvolfia vomitoria Afzel.
- Spermacoce compressa Afzel. ex Hiern
- Usteria volubilis Afzel.
- Uvaria piperita Afzel.